# Wieśniak z fajką i kuflem
Wieśniak z fajką i kuflem (niderl. Een man met pijp en bierpul in een deuropening) – obraz niderlandzkiego malarza Isaaca van Ostade. Obraz jest sygnowany wtórnie po lewej stronie u dołu: Isack van / Ostade.

## Opis obrazu
Obraz ukazuje wieśniaka wychylającego się przez okno lub górną część zamkniętych dołem holenderskich drzwi. Mężczyzna ubrany jest w strój niedzielny, w ciemnozielony kaftan i jasnobrązowy płaszcz oraz w chłopską czapkę. Obramowanie jak i tło obrazu utrzymane są w ugrowobrązowych barwach. Wieśniak oddaje się swoim ulubionym zajęciom: podpatruje świat za oknem jednocześnie popijając piwo i pykając glinianą goudyjską fajkę.

## Geneza i interpretacja
Pierwsze przedstawienia postaci w oknie pojawiły się w okresie malarstwa staroniderlandzkiego. Zastosowanie ramy i okiennic, a w nich umieszczenie postaci, daje iluzoryczny efekt wychylającego się z obrazu i przybliżającego się do widza. Inne elementy: fajka i piwo oraz karykaturalne rysy twarzy wskazują, że obraz ma charakter moralizatorski i prześmiewczy. Palenie tytoniu w siedemnastowiecznych Niderlandach traktowano jako atrybut lekkomyślnych rozrywek panów lub zajęcie niższych warstw społecznych. Ukazana scena ma więc wytykać przywary: lenistwo, upodobanie w tanich prymitywnych rozrywkach i ostrzegać przed nadużywaniem alkoholu i tytoniu. Podobny moralizatorski wydźwięk miały prace brata Isaaca, Adriaena van Ostade, który jest autorem około trzydziestu obrazów przedstawiających palaczy i pijących mężczyzn, w postaci wychylających się z okna. Podobna postać do tej z wrocławskiego portretu znana jest również z kilku innych rysunków i rycin tego artysty. Być może dlatego praca Isaaca uważana jest za kopię któregoś z obrazów starszego brata Adriaena. Sposób wykonania obrazu – płynne, swobodne i szerokie pociągnięcia pędzla – jest rzadko spotykany w powtórzeniach, co może wskazywać na silne oddziaływanie na obu braci prac haarlemskiego mistrza Fransa Halsa. Z około roku 1667 pochodzi zachowana grafika autorstwa Adriaena, będącą odwróconą kompozycją obrazu z wrocławskiego muzeum. Praca ta datowana jest na rok ok. 1667, czyli już po śmierci Isaaca. Beata Lejman wysuwa hipotezę, że pierwszeństwo pomysłu można przyznać Isaakowi, a nie jego starszemu bratu.    
Bożena Steinborn, za Williamem L. van de Wateringiem, przypisuje autorstwo mało znanemu artyście Danielowi Boone. Kilka detali widocznych na obrazie jest podobnych do innych znanych prac Boona: podobny układ ust znajduje się na obrazie Nierówna para (Shipley Art Gallery w Gateshead), w podobny sposób malowane są półpostacie na obrazach Portret mężczyzny ze szklanicą czy Mężczyzna z czarką.

## Proweniencja
Obraz został zakupiony przez wrocławskie Muzeum Narodowe (nr inw. VIII-1181), w Salonie antykwariatu „Desa” we Wrocławiu w 1960 roku.